# 박원종
박원종(朴元宗, 1467년 ~ 1510년)은 조선 전기의 무신(武臣) 겸 정치인으로 자는 백윤(伯胤), 시호는 무열(武烈)이다. 월산대군과 제안대군의 처남이자 윤임과 장경왕후의 외숙부이기도 하다.
승평부부인이 자결하자 연산군에게 앙심을 품고 정변을 준비, 유순정, 성희안 등을 포섭하여 1506년 중종반정을 기획한다. 중종반정 직후인 1506년 9월에서부터 이듬해 1507년 8월까지, 그리고 1509년에서부터 1510년까지 두 차례로 중종 임금을 보좌하여 섭정을 맡았다.

## 생애

### 왕실의 겹사돈
판서 박중선의 아들로 부지돈녕부사 박거소(朴去疎)의 손자이다. 증조부 평양군 박석명(朴錫命)은 좌정승 박가흥의 큰아들이자 고려 공양왕의 조카사위로 대사헌을 지냈다. 할머니는 청송 심씨로 영의정 심온의 딸이며 세종비 소헌왕후의 동생이다. 심씨의 셋째형부 노물재의 본관은 교하로 그의 아들이 성종과 연산군 때의 정승 노사신이다. 심씨의 넷째 형부 부지돈녕부사 유자해의 본관은 진주로, 유자해의 손자가 박원종과 함께 중종 반정을 거사한 유순정이다.
박원종의 큰누이 승평부부인은 성종의 친형인 월산대군에게 시집갔고, 또다른 누이인 순천부부인은 윤여필에게 시집가 윤임과 장경왕후 등을 낳았다. 또다른 누이는 예종의 차남 제안대군의 계부인이 되는 등 박원종의 가문은 일찌감치 왕실과 인연을 맺었다. 특히 자식이 없었던 월산대군은 손아래처남인 박원종을 친동생처럼 사랑했는데 성종이 이로 인해 월산대군 사후 그의 죽음을 애도해 박원종을 동부승지로 삼게 되었다.

### 관료 생활

#### 음서와 과거 급제
무술이 뛰어나 음보로 무관직에 기용되었고 1486년 선전관으로 있을 때 무과에 급제하여 선전내승으로 승진했으며, 오랫동안 성종의 측근으로 있었다. 1492년 성종의 특지로 동부승지에 발탁되고 공조와 병조의 참의를 거쳐 연산군 때 중추부지사 겸 경기도관찰사, 함경도병마절도사를 지내고 평성군에 봉해졌다. 그리고 승정원동부승지, 우부승지, 우승지, 좌승지 등을 지냈다.
후에 도총부 도총관까지 겸했으나 누나인 승평부부인이 자결한 이후로는 연산군과 척을 지었고 또 누나가 죽게 된 것이 연산군과 무관하지 않다 여겨 그를 혐오하였다.

#### 중종반정
1506년 성희안, 유순정 등과 함께  반정을 일으켜 연산군을 폐위시키고 진성대군을  옹립하는데 주동적 역할을 맡아 정국공신 1등에 책록되었다. 반정의 1등 공신이며 후궁으로 들어간 조카 윤씨가 폐위된 단경왕후를 대신하여 중종의 두 번째 계비가 되면서 조정의 실세로 올라서게 된다. 1507년 사은사로 명나라에 다녀왔다. 이후 좌참찬을 거쳐서 우의정, 좌의정을 역임하였다.

### 사망
그의 존재를 못마땅히 여기던 조광조 일파는 그를 공격하려 하였으나 일단 시간을 두고 지켜보기로 하였다. 1509년 영의정에 오르고 평성부원군에 봉해졌으나 중종을 반정으로 세웠기 때문에 중종은 박원종에게 함부로 대할 수 없었으며, 오히려 자신의 외조카딸이 왕비였으므로 막강한 권력을 행사하게 된다. 박원종은 이를 믿고 중종 대의 훈구파를 결성하였다.
만년에 그의 집은 호화로워서 하루안에 그의 집을 다 돌아볼수 없었다 하며 수많은 첩과 토지를 보유하고 호사를 누렸다. 1510년에 병으로 44세의 나이에 사망하였다. 사후 중종의 묘정에 배향되었다.

## 가족 관계
- 조부 : 박거소(朴去疎)
- 조모 : 심온의 딸
  - 부 : 박중선
    - 본처 : 파평 윤씨 - 윤린(尹潾)의 딸로, 세종의 3녀인정현옹주의 손녀
    - 후처 : 이름 미상
      - 장남 : 박운(朴雲)

## 박원종이 등장한 작품

### 드라마
- 《풍란》 (MBC, 1985년~1985년, 배우:조경환)
- 《장녹수》 (MBC, 1995년~1995년, 배우:이동준)
- 《조광조》 (KBS, 1996년~1996년, 배우:김병기)
- 《왕과 비》 (KBS, 1998년~2000년, 배우:차광수)
- 《여인천하》 (SBS, 2001년~2002년, 배우 :김영인)
- 《대장금》 (MBC, 2003년~2004년 배우:이창환)
- 《왕과 나》 (SBS, 2007년~2008년, 배우:차기환)
- 《인수대비》 (JTBC, 2011년~2012년, 배우:박수일)
- 《역적:백성을 훔친 도적》(MBC, 2017년~2017년, 배우:최대철)
- 《7일의 왕비》(KBS2, 2017년 배우:박원상)

### 영화
- 《폭군 연산》 (1962년, 배우:김진규)
- 《간신》(2015년, 배우:조한철)

## 같이 보기
- 중종반정
- 승평부부인
- 유순정
- 성희안
- 박팽년

## 참고 문헌
- 성종실록
- 중종실록
- 국조보감
- 대동야승
- 연려실기술

## 관련 서적
- 박상진, 조선조 영의정 박원종 연구 (국학자료원, 2001)